# Катастрофа Ил-14 под Сухуми
В воскресенье 22 апреля 1956 года под Сухуми вскоре после взлёта потерпел катастрофу Ил-14П компании Аэрофлот, в результате чего погибли 6 человек.

## Самолёт
Ил-14П с бортовым номером Л1718 (заводской — 146000202, серийный — 02-02) был выпущен заводом ММЗ «Знамя Труда» 14 апреля 1956 года, а 18 апреля поступил в 65 авиаотряд Московского управления транспортной авиации гражданского воздушного флота. На момент катастрофы авиалайнер был ещё совсем новым и имел только 19 часов налёта и 12 посадок.

## Катастрофа
Борт Л1718 выполнял почтовый рейс по маршруту Москва — Харьков — Ростов-на-Дону — Сухуми — Кутаиси — Тбилиси. Это был второй коммерческий рейс в истории самолёта. Экипаж состоял из командира (КВС) П. А. Дриженога, второго пилота К. Г. Киселёва, бортмеханика Ю. А. Иванова и бортрадиста Е. М. Алексеева. В салоне работала стюардесса Н. Ф. Бернгардт. Перевозимый груз состоял преимущественно из почты и металлического литья и имел вес 2117 килограммов. На промежуточной остановке в Сухуми на рейс также был продан один пассажирский билет.
Небо в это время было ясным, с редкими слоисто-кучевыми облаками высотой 600 метров, видимость более 10 километров. В 20:50 МСК самолёт вылетел из Сухумского аэропорта. Но достигнув высоты 60 метров, Ил-14, сохраняя курс, и с работающими двигателями упал в Чёрное море в 2910 метрах от старта и затонул на глубине 15—17 метров. Все 6 человек на его борту погибли.

## Причины
Большинство обломков и тел погибших были подняты на поверхность. По изучению узлов и агрегатов было сделано заключение, что технических отказов не было. Причина катастрофы так и не была установлена, не было даже никаких предположительных выводов.